# Janderup Sogn

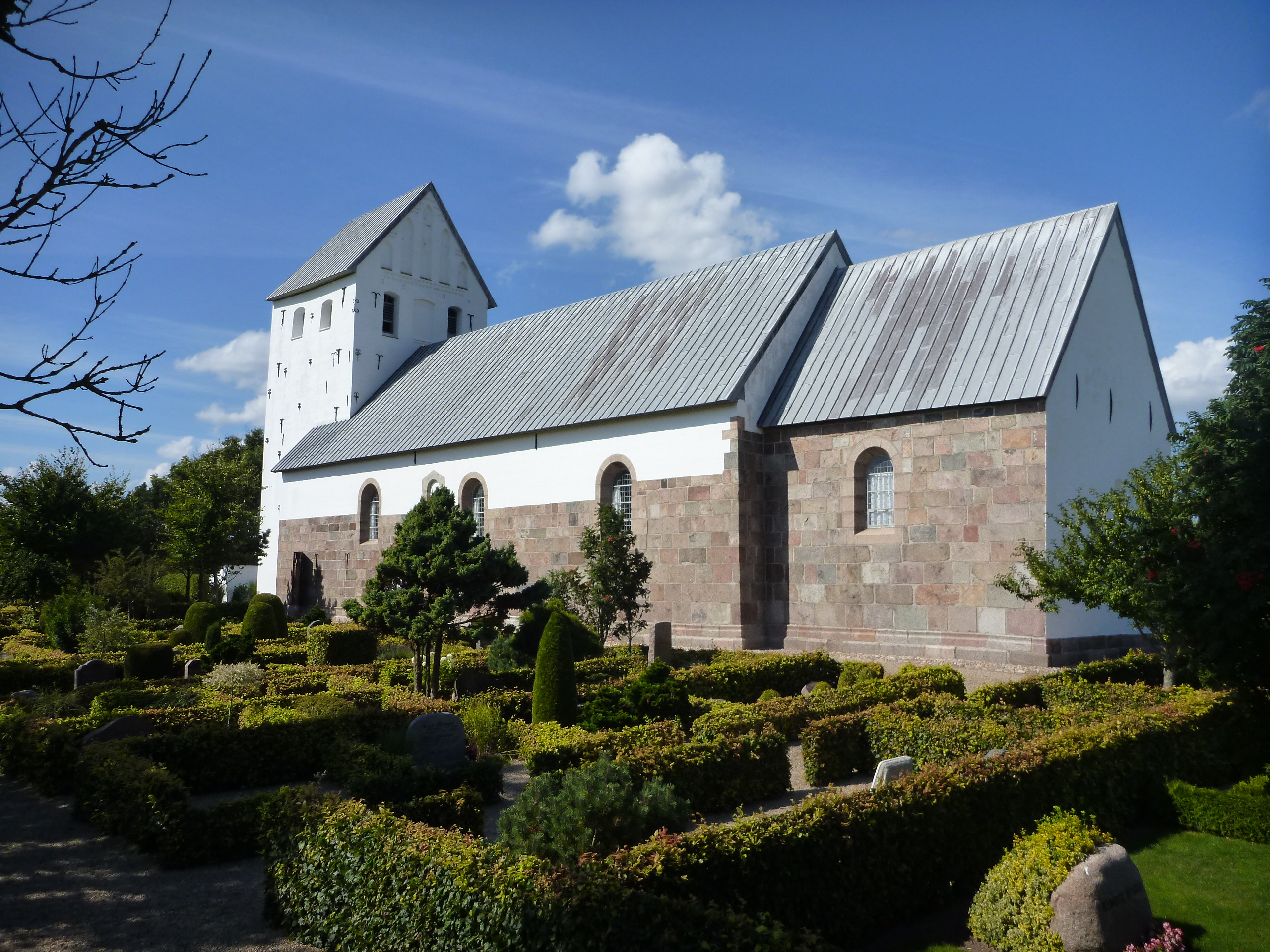
Janderup Kirke

Janderup Sogn ist eine Kirchspielsgemeinde (dän.: Sogn) im südlichen Dänemark. Bis 1970 gehörte sie zur Harde Vester Horne Herred im damaligen Ribe Amt, danach zur Varde Kommune im erweiterten Ribe Amt, die im Zuge der  Kommunalreform zum 1. Januar 2007 in der „neuen“  Varde Kommune in der Region Syddanmark aufgegangen ist.
Im Kirchspiel leben 1337 Einwohner, davon 801 im Kirchdorf (Stand:1. Januar 2023). Im Kirchspiel liegt die Kirche „Janderup Kirke“.
Nachbargemeinden sind im Westen Billum Sogn und Aal Sogn; im Norden Ovtrup Sogn, im Osten Varde Sogn, im Südosten Alslev Sogn, sowie in der südlich benachbarten Esbjerg Kommune Hostrup Sogn.